# Partido Social-Democrata da Coreia

O Partido Social-Democrata da Coreia (PSDC) é um partido político na República Popular Democrática da Coreia, aliado, assim como o Partido Chondoísta, com o Partido dos Trabalhadores da Coreia. Os três partidos fazem parte da Frente Democrática para a Reunificação da Pátria. Inicialmente um partido social-democrata, ele foi formado em 3 de Novembro de 1945 por pequenos e médios empresários, comerciantes, artesãos, camponeses e cristãos, sob o objetivo de criar uma sociedade democrática. 